# Charadrius montanus
El chorlito llanero (Charadrius nivosus) también conocido como chorlito montañés o chorlo llanero, es una especie de ave charadriiforme de la familia Charadriidae endémica de América del Norte.«Charadrius montanus (TSN 176522)». Sistema Integrado de Información Taxonómica (en inglés).

## Distribución
Se reproduce en las altas planicies de América del Norte desde el extremo sureste de Alberta y suroeste de Saskatchewan hasta el norte de Nuevo México y Texas, así como en un lugar aislado en las montañas Davis al oeste de Texas. Alrededor del 85 por ciento de la población migra en invierno al valle de San Joaquín y el valle Imperial en California. En invierno su área de distribución también se extiende a lo largo de la frontera entre Estados Unidos y México, más exhaustivamente en el lado mexicano.
A finales de julio deja su área de reproducción para un período de post-cría vagando por las grandes Llanuras meridionales. A principios de noviembre se mueven hacia el sur y hacia el oeste, hacia su lugar de invernada. La migración de primavera es aparentemente directa y sin escalas.

## Ecología y estatus
Se alimenta principalmente de insectos y otros pequeños artrópodos. La población se estima de entre 5.000 y 11.000 aves adultas. En marzo de 2009 un informe de varias agencias, el primero de su tipo emitido por el laboratorio de ornitología de la Universidad de Cornell en conjunto con agencias federales y otras organizaciones, indicó que  es una de las aves que muestran una seria disminución en la población.
El 29 de junio de 2009, el Servicio de Pesca y Vida Silvestre de los Estados Unidos publicó una propuesta para listar al chorlo llanero como especie amenazada bajo la Ley de Especies Amenazadas.